# Jasper Hendrik van Zuylen van Nievelt (1808-1877)
Jasper Hendrik baron van Zuylen van Nievelt (Arnhem, 8 september 1808 - Barneveld, huize de Schaffelaar, 15 maart 1877) was de opdrachtgever voor de bouw van Kasteel de Schaffelaar.

## Familie
Hij was een zoon van Coenraad Jan baron van Zuylen van Nievelt (1779-1837) en Clementia van der Nieuwpoort (1781-1847). 
Van Zuylen van Nievelt was een broer van de burgemeester van Barneveld, Gerrit Willem van Zuylen van Nievelt. 
Hij trouwde met Jeanne Cornélie van Tuyll van Serooskerken (1822-1890). Uit dit huwelijk werden een dochter en een zoon geboren:
- Johanna Magdalena Cornelia baronesse van Zuylen van Nievelt. zij trouwde met Anne Willem Jacob Joost baron van Nagell, die tevens burgemeester van Barneveld was.

## Loopbaan
Bij koninklijk besluit in 1814 kreeg van Zuylen van Nievelt zijn adelspredicaat, in 1822 kreeg hij de titel van 'baron'. Van 1838 tot 1850 was hij voor de Gelderse ridderschap lid van de Provinciale Staten van Gelderland. Ook was hij eigenaar van het "Ingensche veer", in de periode (1850-1890), welk zijn vrouw erfde. 
Van Zuylen van Nievelt was de opdrachtgever van de bouw van een nieuw neogotisch Kasteel de Schaffelaar in het dorp Barneveld. Hij had landgoed de Schaffelaar geërfd van zijn gelijknamige oudoom. Op 1 april 1852 legde  Jasper Hendrik baron van Zuylen van Nievelt de eerste steen voor dit nieuwe huis, dit was 250 meter dichter bij het dorp dan het oorspronkelijke huis dat gebouwd was op de Koewei in het Schaffelaarse bos. De architect van dit nieuwe kasteel de Schaffelaar is A. van Veggel.
In 1967 verkocht de toenmalige eigenaresse, de achterkleindochter van Jasper Hendrik baron van Zuylen van Nievelt, Jeanne Linnie Alice Clifford Kocq van Breugel-barones van Nagell (1918), vrouwe van Schaffelaar het "kasteel" voor het symbolische bedrag van fl. 1,- aan de gemeente Barneveld. 
- Biografisch Portaal: 79854624